# The Meek Shall Inherit What's Left
| Recensione | Giudizio |
| ---------- | -------- |
| AllMusic   |          |

The Meek Shall Inherit What's Left è il secondo album studio del gruppo musicale statunitense Kiss Kiss, pubblicato nel 2009.

## Tracce
Testi di Joshua Benash.
1. The Best Mistake – 2:53
2. Plague #11 – 2:24
3. Haunted by the Beauty of an Imperfection – 0:35
4. All They Draw – 2:56
5. Innocent 1 (The Corruption of Self Through the Introduction of Naturally Existing Self Producing Chemicals) – 2:22
6. Innocent 2 (A Drop From the Ethereal; Swimming Towards the Crescent Moon) – 3:31
7. IIIIIIIII – 2:22
8. Hate – 4:04
9. Through the Day – 2:58
10. If They Only Knew – 4:59
11. Virus – 15:56

## Formazione
- Joshua Benash - voce, chitarra, pianoforte, synth
- Mike Abiusio - chitarra, synth, cori
- Rebecca Schlappich - violino
- Patrick Southern - basso
- Jared Karns - batteria